# Toñita
Antonia Salazar Zamora (Tantoyuca, Veracruz; 2 de julio de 1980), conocida artísticamente como Toñita o La negra de oro, es una cantante, intérprete, compositora y actriz mexicana. Se dio a conocer en 2002 como integrante del reality show La Academia de TV Azteca en su primera generación, donde obtuvo el sexto lugar de la competencia.
Su álbum debut —Toñita— lanzado en 2003 superó las 60 mil copias, obteniendo la certificación de disco de oro por altas ventas; y su sencillo «De mí no te vas a burlar» logró posicionarse con gran aceptación en el país. Desprendiendo un total de 7 producciones discográficas.
En 2024, incursionó en la política siendo candidata a diputada federal del desaparecido Partido PRD por el distrito 11 del municipio de Ecatepec de Morelos, en el Estado de México.

## Biografía
Antonia Salazar Zamora "Toñita" nació en Tantoyuca, Veracruz el 2 de julio de 1980. 
Toñita forma parte de 5 hermanos los cuáles se llaman Ney, Yadira, Yesenia, Salvador y Crisel, su padre es el maestro de música Salvador Salazar Chávez y su madre la señora Aide Salazar, sin embargo cuando Toñita cumple 10 años de edad ellos deciden separarse, y es así como Toñita enfrenta un abandono doloroso familiar.

## Carrera
En 2002, a la edad de 22 años, hizo el casting para el programa televisivo La Academia, reality show musical mexicano de TV Azteca, dicho programa donde también egresaron compañeros como Yahir, Nadia, Víctor y María Inés.
En dicho casting, Toñita acudió junto a su hermana Yadira, la cual no pudo ingresar, el entonces novio de Toñita tuvo que vender una vaca para que pudieran acudir. Fue difícil su estancia en el concurso de canto, debido a la discriminación por su tono de piel, e inclusive tuvo una fuerte discusión con uno de sus compañeros, Víctor García, destacó con canciones como «Quitame este hombre» y «Amiga mía», no logró avanzar a la final, siendo la última eliminada de la competencia. Luego de su breve participación lanza su primera producción discográfica debut homónima, la fecha del 24 de marzo de 2003 sale a la venta su primer disco, de la disquera BMG México.
Después del lanzamiento, participa en la primera edición de Desafío de estrellas, competencia con exparticipantes de La Academia, en esta ocasión queda en séptimo lugar, después participa en Homenaje a donde ganó la primera emisión.
En 2006, participa en la segunda edición del mismo reality, Desafío de estrellas, posteriormente de un largo periodo de participación, durante 25 semanas, Toñita obtuvo el primer lugar, convirtiéndose en la absoluta ganadora, obtuviendo un premio de dicha cantidad económica de $3,000,000 millones de pesos desbancando a Erasmo Catarino, quien quedó en segundo lugar, en julio del mismo año lanza a la venta los discos «Desafíando al destino» y «La gran triunfadora», de parte de Universal Music México y Sony BMG. Incluida también una producción discográfica con el productor español Rafael Pérez Botija, la cual no se concretó.
En 2009, vuelve a la tercera edición llamada El gran desafío de estrellas, en esta ocasión llegó a mitad de la competencia, al mismo año lanza su cuarta producción discográfica «La negra de oro», misma donde se utiliza una parte del disco para la banda sonora de la película mexicana Rudo y Cursi.
En 2010, es mencionada en el libro «Mujeres mexicanas, mujeres a la vanguardia», autoría de José Antonio Cuadros.
En junio de 2017, cumple 15 años de darse a conocer con la primera edición del reality La Academia, donde participa en un reencuentro por el aniversario, con una gira llamada Primera generación, en esta ocasión se volvieron a unir algunos de los 14 participantes, presentándose en el Auditorio Nacional de la Ciudad de México. En diciembre de 2020 lanza el sencillo Castillos en el aire, autoría de Temoc Luna y junto a una presentación llamada Madera y alma.  En septiembre de 2022 se hizo el lanzamiento en plataformas digitales del tema We Are the World, colaboración junto al grupo Los Kemp, en el que también participó la cantante y presentadora María Inés Guerra.
En 2024, participa en el reality de supervivencia Survivor México, emitido por TV Azteca, reactivando su regreso a la televisora que la vio nacer, en esta competencia sale lesionada y abandona.
En 2025, regresa a la edición de Survivor México: Héroes vs villanos, junto a otros exparticipantes. Donde de nueva cuenta sale eliminada.

## Discografía

### Álbumes
- 2003: Toñita
- 2004: Las cuentas claras
- 2006: Desafiando al destino
- 2006: La gran triunfadora
- 2009: La negra de oro
- 2016: Sin miedo a ser mujer
- 2020: Soy

### Sencillos
- 2003: «De mí no te vas a burlar»
- 2021: «Te vas al diablo»
- 2022: «Y si me quedo con los dos»
- 2022: «Ya puedes»
- 2024: «Con él»
- 2024: «Mariposa de las alas rosas»

## Otros proyectos

### Telenovelas y series
- Dos chicos de cuidado en la ciudad (2003)
- Lo que callamos las mujeres - 5 episodios (2003-2015)
- Esta historia me suena (2021)[27][28]

### Programas de televisión
- La Academia Primera Generación (2002) - Participante (6.° lugar)
- Desafío de estrellas (2003) - Participante (7.° lugar)
- Homenaje a (2003) - Participante
- Bailando por un millón (2005) - Participante
- Desafío de estrellas 2 (2006) - Participante; Primer lugar (Ganadora)
- La Academia Cinco: La generación de la luz (2006) - «Madrina» de la participante Marbella Corella
- El gran desafío de estrellas (2009) - Participante; Vigésimo primer lugar
- Más noche (2021) - "Toñita la del barrio"[29]
- Las estrellas bailan en Hoy (2022) - Participante
- El minuto que cambió mi destino (2023) - Invitada
- Survivor México (2024) - Participante[30][31] / Abandona[23]
- Survivor México: Héroes vs villanos (2025) - Participante[32] (2.a eliminada)[33]

### Nominaciones
Premios OYE!: Revelación del año (Género Popular) Año 2003

## Carrera política
En las elecciones federales de 2024, se presentó como candidata del Partido de la Revolución Democrática (PRD), dentro de la coalición Fuerza y Corazón por México, a diputada federal por el distrito 11 del Estado de México. Obtuvo poco más de 44 mil votos.

## Vida privada
En el año 2008, se convierte por primera vez en madre, luego del nacimiento de su hija Nimbe Sofía. Misma quien atravesó por problemas familiares.
En 2014, sufrió el secuestro de su hermano Salvador, quien fuera asesinado.
En 2025, sufre la pérdida de su padre Salvador Salazar Chávez.